# Dante Sealy
Dante Sealy (Brooklyn, Estados Unidos, 17 de abril de 2003) es un futbolista de Trinidad y Tobago que juega en la posición de extremo con el CF Montréal de la Major League Soccer desde el 2025. Es hijo del también futbolista Scott Sealy.

## Selección nacional
Sealy formó parte de las selecciones menores de Estados Unidos desde la categoría sub-16 hasta la categoría sub-20, donde registró cuatro goles en 14 partidos en total. Decidió representar a Trinidad y Tobago, haciendo su debut el 6 de junio de 2025 en la victoria por 6-2 sobre San Cristóbal y Nieves en Puerto España por la clasificación de Concacaf para la Copa Mundial de Fútbol de 2026, partido en el que anotó dos goles.

## Clubes
| Club                      | País           | Año       |
| ------------------------- | -------------- | --------- |
| FC Dallas                 | Estados Unidos | 2019-2024 |
| → North Texas SC (cedido) | Estados Unidos | 2019      |
| → Jong PSV (cedido)       | Países Bajos   | 2021-2023 |
| CF Montréal               | Canadá         | 2025-     |

## Palmarés

### Títulos nacionales
| Título         | Club           | País           | Año  |
| -------------- | -------------- | -------------- | ---- |
| USL League One | North Texas SC | Estados Unidos | 2019 |